# Tielman Susato

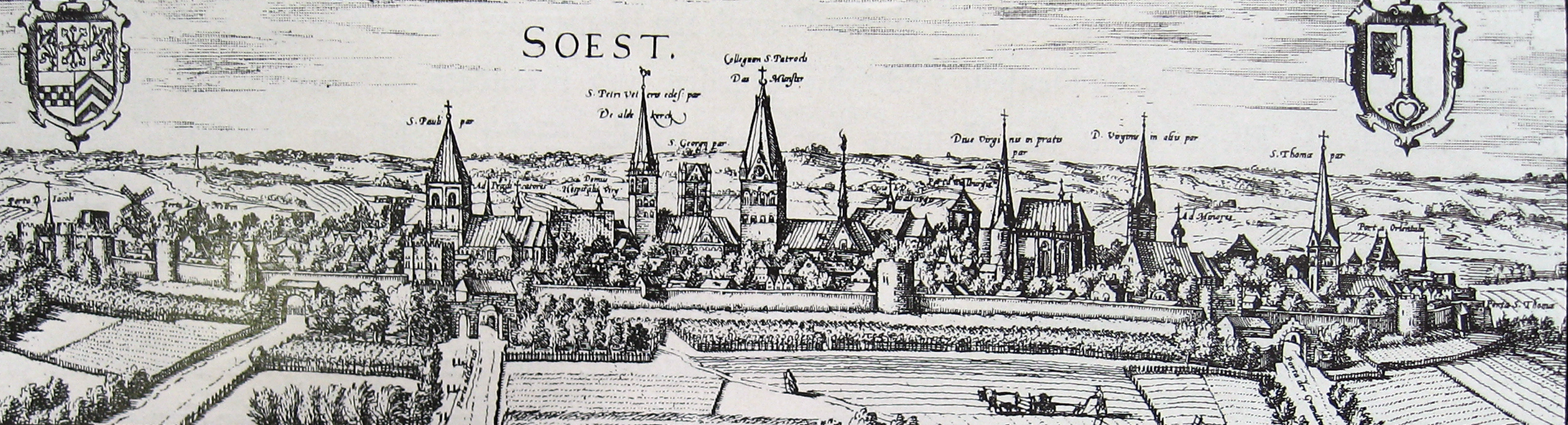
Soest, probable ciutat natal de Susato.

Tielman Susato (també Tylman) (ca. 1510/15 - després de 1570) fou un compositor, instrumentista i editor flamenc del Renaixement que va treballar a Anvers.
No se sap amb certesa on va néixer, però alguns investigadors creuen que, atès que el seu cognom vol dir de Soest, una ciutat d'Alemanya, potser era natural d'aquesta ciutat de Westfàlia.
No es coneix gran cosa de la seva infantesa i joventut, i comencen a aparèixer referències a ell en nombrosos arxius d'Anvers vers el 1530 treballant com a cal·lígraf i a la vegada com a instrumentista; els instruments que tenia eren una trompeta, una flauta travessera i algun altre instrument de vent de fusta. Des de 1543 fins a la seva mort treballà com a editor musical, per a la qual cosa va crear la primera editorial de música als Països Baixos: fins llavors la impremta musical només existia a França, Itàlia i Alemanya. Poc més tard, Susato es va associar amb Pierre Phalèse a Lovaina i amb Christophe Plantin, també a Anvers, de manera que els Països Baixos van esdevenir un centre regional important en la publicació de música. És possible que també tingués algun negoci d'instruments; a més, diverses vegades va intentar d'associar-se amb altres editors, però mai amb èxit. El 1561 el seu fill Jacob Susato, que va morir el 1564, es va fer càrrec del negoci editorial. Tielman Susato primer es traslladà a Alkmaar, a Holanda del Nord i posteriorment a Suècia. La darrera notícia que es té d'ell és de l'any 1570
Susato també era un compositor competent. Va compondre i publicar molts llibres de misses i motets en el típic estil imitatiu de l'escola francoflamenca. També va compondre dos llibres de chansons que porten l'especificació d'anar destinades a cantors joves i poc experimentats, i són només a dues o tres veus. Les seves publicacions més importants, pel que fa a la difusió, la influència i el ressò que van tenir, van ser els Souterliedekens de Clemens non Papa que eren versions mètriques dels salms en neerlandès utilitzant melodiesde cançons populars a l'època. Van ser immensament coneguts i interpretats als Països Baixos durant el segle xvi.
També va ser un prolífic compositor de música instrumental; molta de la seva música encara es continua tocant i enregistrant avui dia. Va produir un llibre de danses l'any 1551 titulat Het derde musyck boexken ... alderhande danserye, que incloïa peces en un estil simple, molt homofònic, però amb uns arranjaments molt artístics i ben trobats. Moltes d'aquestes peces són danses com allemandes, gallardes, etc.
Sovint va dedicar les seves publicacions a ciutadans preeminents i destacats de la ciutat. A vegades va publicar llibres contenint només obres d'un sol compositor com en el cas de Manchicourt i de Crecquillon). Sembla que va afavorir força, en especial, als compositors flamencs perquè poguessin publicar les seves obres. També va ser un dels primers a publicar obres del gran compositor del darrer Renaixement que fou Orlando di Lasso.

## Vídeos
- Tielman Susato: Rondo 1: pour quoy tocat per Classical Jam
- Tielman Susato: Bergerette tocat per Classical Jam